# Grabowiec (rejon kamionecki)
Grabowiec (ukr. Грабовець) – wieś na Ukrainie w rejonie lwowskim (do 2020 roku w rejonie kamioneckim) obwodu lwowskiego.